# Hochwasser im Osterzgebirge 1927
Das Hochwasser im Osterzgebirge 1927 ereignete sich in den Flussgebieten von Gottleuba und Müglitz im Osterzgebirge.
In der Nacht vom 8. zum 9. Juli 1927 kam es nach mehrtägigen Regenfällen während einer Vb-Wetterlage zum Durchzug einer Gewitterfront, die im Quellgebiet von Gottleuba und Müglitz, dem Erzgebirgskamm im Bereich von Sattelberg, Mückentürmchen und Geisingberg, innerhalb von 25 Minuten einen Niederschlag von 113 Millimeter hervorriefen. In Dohna erreichte der Abfluss der Müglitz einen Wert von 330 m³/s, in der Stadt Gottleuba erreichte der Abfluss der Gottleuba sogar 400 m³/s. Zum Vergleich: Die Elbe erreicht am Pegel Schöna einen mittleren Abfluss (MQ, hier bezogen auf die Jahre 1980–2008) von 305 m³/s.
Die Wassermassen überraschten die Bewohner der Talsiedlungen in den Nachtstunden. Es gab so gut wie keine Vorwarnzeit, so dass insgesamt etwa 160 Todesopfer zu beklagen waren, davon allein 88 in Berggießhübel. Damit zählt das Hochwasser im Osterzgebirge 1927 zu den verheerendsten Hochwasserkatastrophen der jüngeren deutschen Vergangenheit.

## Geschichte
Das Osterzgebirge, und hier insbesondere die Einzugsgebiete von Gottleuba, Müglitz und Weißeritz, zählt zu den klassischen Hochwasserentstehungsgebieten in Sachsen. Hier sind seit 1560 wiederholt Starkniederschläge mit verheerenden Sturzfluten, die große Schäden verursachten und zahlreiche Todesopfer forderten, nachweisbar. Allein im Müglitztal ereigneten sich zwischen 1609 und 2002 achtzehn schwere Hochwasserkatastrophen. Insgesamt haben sich Aufzeichnungen zufolge in den Tälern von Gottleuba und Müglitz in den letzten 500 Jahren knapp 60 schwere Hochwasser ereignet. Dabei riefen vor allem die Fluten der jüngeren Vergangenheit, d. h. der Jahre 1897, 1927, 1957 und 2002 zum Teil verheerende Verwüstungen hervor. Unter diesen jüngeren Hochwassern ragt das Ereignis vom 8./9. Juli 1927 aufgrund der wohl 160 Todesopfer auf besonders tragische Weise hervor.

## Hochwasserentstehungsgebiet Osterzgebirge
Entstehung, Verlauf und Folgen der Katastrophe vom 8./9. Juli 1927 sowie zahlreicher weiterer schwerer Fluten im Osterzgebirge wurden vom komplexen Zusammenspiel von Niederschlagsereignis und Gebietscharakteristik bestimmt.

### Niederschlagscharakteristik
Lage und Gestalt des Osterzgebirges begünstigen seit jeher die Ausbildung orografisch bedingter Luftmassengrenzen und damit die Entstehung hoher Niederschläge. Aus anfänglich mehrtägigen Regenfällen entwickelten sich in der Vergangenheit wiederholt wolkenbruchartige Güsse, deren Niederschlagssummen in den oberen Lagen Extremwerte zum Teil bis an die Grenze des physikalisch möglichen erreichten.
Das Hochwasser von 1927 war (wie auch die Fluten von 1897, 1957 und 2002) auf eine Vb-Wetterlage zurückzuführen. Dabei führten Tiefdruckgebiete extrem feuchte und warme Luft mit hohem Niederschlagspotenzial auf der Zugbahn Mittelmeerraum – polnische Ostseeküste heran, welche starke und lang anhaltende Landregen (flächenhafter Niederschlag) hervorriefen. Da Sachsen an die Westflanke dieses Tiefs geriet, wurden die Luftmassen von Norden gegen das Erzgebirge gedrückt. Der Staueffekt führte zur Abregnung der gesättigten Luftmassen auf der Nordseite. Gleichzeitig verursachte die abnehmende Zuggeschwindigkeit ein längeres stationäres Verweilen über dem Gebirge. Es kam zum kompletten Abregnen konvektiver Niederschläge mit wolkenbruchartigen Schauern und Gewittern.

### Gebietscharakteristik

#### Topographie
Die Osterzgebirgsflüsse weisen vergleichsweise reliefenergiereiche Einzugsgebiete auf. Während sich die Quellgebiete von Müglitz und Gottleuba auf ca. 700 bis 800 Meter Höhe befinden, liegen die nach 34 bzw. 49 Kilometer Lauflänge erreichten Mündungen in die Elbe auf ca. 110 Meter Höhe. Somit weisen die Flüsse ein starkes Geländegefälle mit großen Höhenunterschieden auf engstem Raum auf. Deshalb haben sich die Flusstäler steil und schmal in die Untergrundgesteine eingeschnitten. Natürliche Retentionsflächen, z. B. in Form größerer Talweitungen, sind kaum vorhanden bzw. wurden seit Mitte des 19. Jahrhunderts für die Siedlungs- und Verkehrsflächenentwicklung in Anspruch genommen. Das hohe Gefälle und die unzureichenden Rückhalteflächen rufen hohe Fließgeschwindigkeiten der Gewässer gerade bei Hochwasser hervor.

#### Waldarmut
Die Flussgebiete von Gottleuba und Müglitz gehörten vor ihrer Besiedlung zu dem dichten Waldgebiet, welches sich vom Rand der Elbtalweitung bis in die Kammlagen und den böhmischen Südabfall des Erzgebirges erstreckte. Zum Zeitpunkt des Hochwassers von 1927 waren die Quellgebiete beider Flüsse allerdings als waldarm zu bezeichnen. Noch heute sind von den ca. 460 Quadratkilometer großen Einzugsgebieten von Müglitz und Gottleuba nur etwa 45 % (202 Quadratkilometer) bewaldet. Der für ein Mittelgebirge vergleichsweise niedrige Waldanteil ist u. a. eine Folge der ab dem 12. Jahrhundert einsetzenden Besiedlung. Mit der Landnahme verwandelte sich die Waldlandschaft im Osterzgebirge innerhalb weniger Jahrzehnte in eine von Dörfern, Städten, Äckern und Verkehrswegen geprägte Kulturlandschaft. Diese Siedlungstätigkeit zog flächenhafte Rodungen nach sich, da allein der Brennholzverbrauch im 16. Jahrhundert auf mindestens 20 Kubikmeter pro Haus und Jahr geschätzt wurde. Hinzu kam der Verbrauch für die Errichtung von Häusern (Fachwerk, Schindeln etc.) und die Herstellung täglicher Gebrauchswaren (Hauseinrichtung). Auch nach Bränden benötigte man größere Holzmengen zum Wiederaufbau. Der gesamte Holzverbrauch eines Siedlers belief sich Mitte des 16. Jahrhunderts auf über 500 Kilogramm pro Jahr.
Die siedlungsbedingte Beanspruchung des Waldes wurde durch den Eisenerzbergbau in der Region um Berggießhübel und Bad Gottleuba und den Zinnerzabbau von Altenberg und Zinnwald noch verstärkt. Sowohl der Bergbau selbst als auch das Hüttenwesen waren auf Holz als Baustoff bzw. auf Holzkohle als energetische Basis existenziell angewiesen. So erforderte allein die Produktion eines Kilogramms Eisens den Einsatz von 29 bis 46 Kilogramm Holz. Die benötigten Holzmengen wurden weitgehend ohne Beachtung der Regenerationsfähigkeit der Wälder eingeschlagen, was zu deren  Verbrauch und ihrer Verwüstung führte. Allein der Eisenerzbergbau bzw. die Eisenerzverhüttung im mittleren Gottleubagebiet verbrauchte während der Blütezeit (16. Jahrhundert) ein bis zwei Quadratkilometer Wald pro Jahr.
Tatsache ist, dass Wälder Hochwasser in ihren Wirkungen mildern können. Sie verfügen über ein intensives und ausgedehntes Wurzelsystem, welches in hohem Maße wasserleitend und -speichernd wirkt. Während auf einem ebenen Waldboden etwa 65 bis 70 Liter Wasser je Quadratmeter versickern können, sind es auf einer gleich großen Weidefläche nur 20 Liter. Ein weiterer Teil des Niederschlages kann vom Kronendach zurückgehalten werden und verdunstet von dort aus auch wieder. In den im Osterzgebirge vorherrschenden Nadelwäldern erreichen etwa 30 bis 40 % des Niederschlages den Boden gar nicht, da er von den Bäumen in Wasserdampf umgewandelt und wieder an die Atmosphäre freigesetzt wird.

## Entstehung
Das Hochwasser entstand aus einer Gewitterfront, welche vom Südwesten her, aus Böhmen (Region um Tetschen (Děčín)) über den Erzgebirgskamm zog. Am Mückenberg (Komáří hůrka) und am Sattelberg (Špičák u Krásného Lesa) teilte sich diese und regnete sich im Müglitz- und Gottleubatal ab. Ein Teil dieses Gewitters wurde durch den Schneeberg (Děčínský Sněžník) aufgehalten und ergoss sich später in die Quellgebiete der Müglitz und der Gottleuba. Zwischen 10:00 Uhr und 11:00 Uhr setzte sich das Gewitter im Sattelberger Gebiet fest, nach dem es den Ort Schönwald heimgesucht hatte. Die Gottleuba, welche im Normalfall eine Breite von drei Metern hat, verbreiterte sich auf 80 bis 100 Meter. Es bildeten sich Flutwellen, die bis zu sechs Meter hoch in die Täler stürzten. Die niedergegangenen Wassermengen wurden auf 120 bis 150 Liter je Quadratmeter geschätzt. In Schönwald (Krásný Les) fielen 209 Millimeter Niederschlag. Weitere genaue Daten sind nicht bekannt, da mehrere Messstellen der Landeswetterwarte dem Unwetter zum Opfer fielen.

## Anzahl der Opfer
Die hohe Zahl der Todesopfer resultierte vor allem aus dem schnellen Anstieg des Wasserstandes, den hohen Strömungsgeschwindigkeiten, der Treibgutführung und den kurzen Vorwarnzeiten. Zudem wurden viele Menschen von der zweiten, gegen Mitternacht hereingebrochenen Flutwelle im Schlaf überrascht. Eine besondere Tragik ergab sich aus dem teilweisen Auslöschen ganzer Familien. Allerdings lässt sich die genaue Zahl der Menschen, die in dem verheerenden Unwetter ums Leben kamen, bis heute nicht genau beziffern, da insbesondere die Zahl der vor Ort weilenden Gäste, Tagesausflügler und Arbeiter (die u. a. mit der Verlegung einer Fernsprechleitung in Richtung Wien beschäftigt waren) bis heute mit Unsicherheiten behaftet ist. In der Literatur schwankt deshalb die Zahl der Opfer zwischen 146 und 158 Toten. Realistisch scheint es, von etwa 160 Opfern auszugehen. Die im Folgenden angegebenen Zahlen umfassen alle in den Gemeinden ums Leben gekommenen Flutopfer, d. h. sowohl Einwohner als auch Gäste (Kurgäste, Arbeiter etc.).
- Oelsengrund: 4

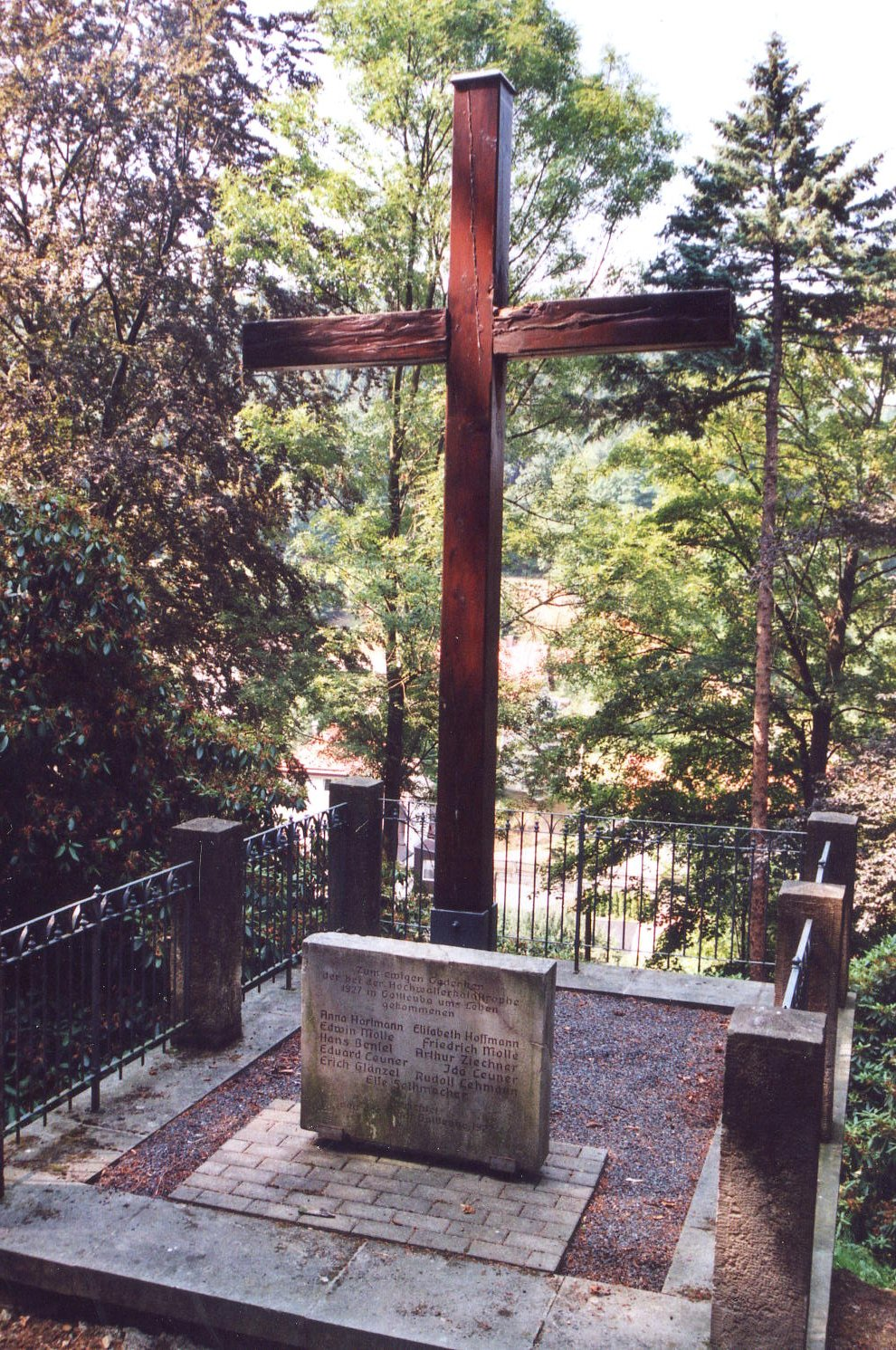
Bad Gottleuba: Gedenkstelle für die Hochwasseropfer auf dem Friedhof

- Hartmannsbach (Ortsteil Rittergut Giesenstein): 2
- Gottleuba: 9
- Berggießhübel: 88
- Fürstenwalde (Ortsteil Kratzhammer): 8
- Bärenstein: 3
- Johnsbach: 1
- Bärenhecke: 5
- Glashütte: 12
- Cunnersdorf: 1
- Schlottwitz: 2
- Mühlbach-Häselich: 1
- Weesenstein: 5
- Pirna: 3
- Pirna (Stadtteil Rottwerndorf): 1
- Pirna (Stadtteil Neundorf): 9

## Schäden

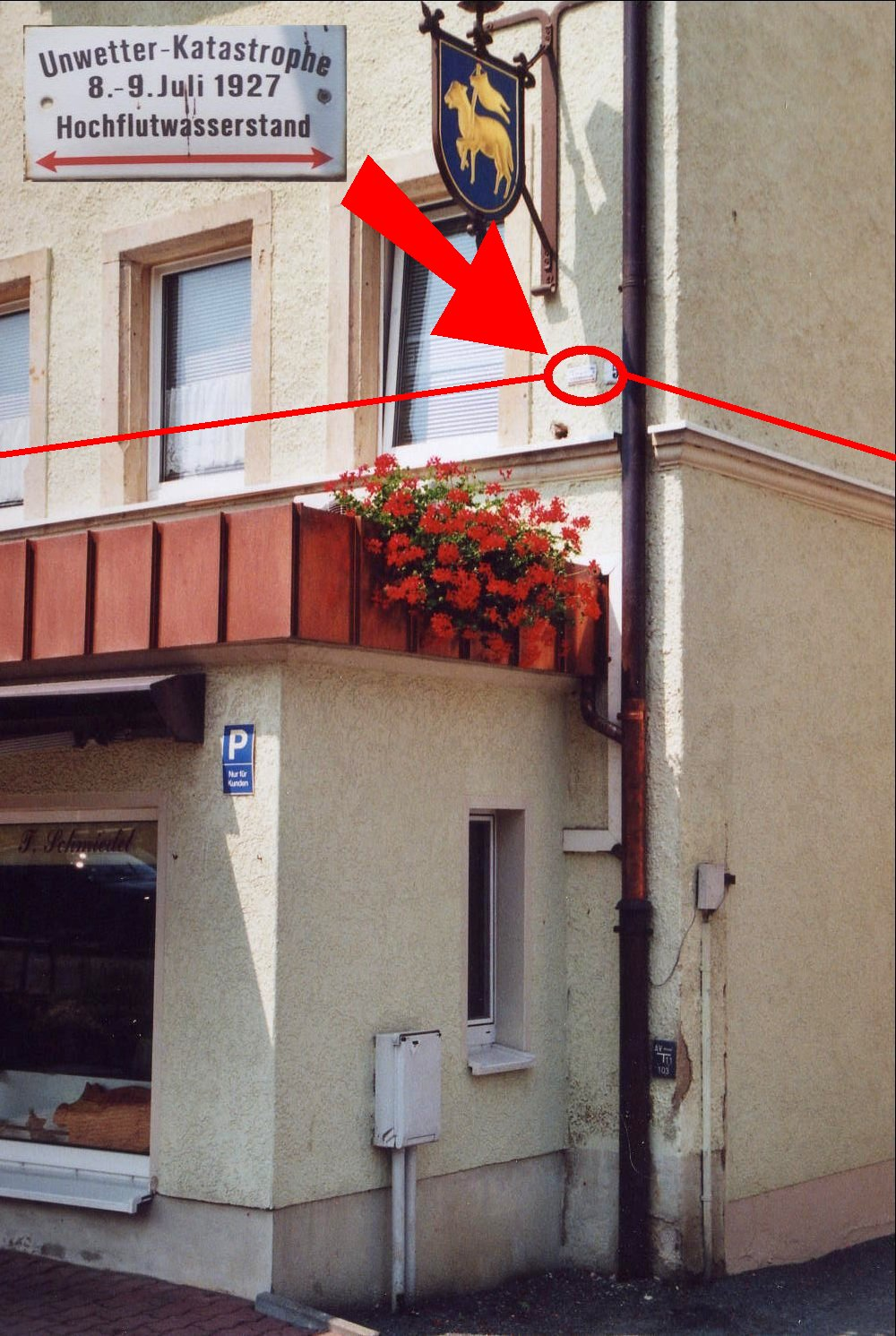
Hochwassermarke in Berggießhübel

Schäden entstanden auch an Nebenflüssen und Bächen wie der Bahra, der Trebnitz, dem Roten Wasser sowie dem Fürstenwälder, Liebenauer und Hartmannsbacher Dorfbach. Die sich innerhalb kürzester Zeit ergießenden Niederschläge stauten sich durch angeschwemmtes Holz vielfach an Talengstellen und Brücken. Dadurch bildeten sich bis zu 8 m hohe Stauseen, welche immer wieder brachen und das Hochwasser durch Flutwellen noch verstärkten. Das Inferno übertraf das nur 30 Jahre zurückliegende schwere Hochwasser vom 30./31. Juli 1897 um ein Vielfaches. An Bauten und Infrastrukturanlagen entstanden Sachschäden von über 100 Millionen Reichsmark. Besonders betroffen waren folgende Orte:
- im Gottleubatal: Oelsengrund, Gottleuba, Gut Giesenstein, Berggießhübel, Zwiesel, Langenhennersdorf und Pirna (v. a. die heutigen Stadtteile Neundorf und Rottwerndorf),
- im Müglitztal: Kratzhammer, Fürstenwalde, Lauenstein, Bärenstein, Bärenhecke, Glashütte, Mühlbach-Häselich, Schlottwitz, Weesenstein, Dohnaer Unterstadt und Heidenau,
- im Seidewitztal: Liebstadt, Nentmannsdorf und der heutige Pirnaer Stadtteil Zehista,
- in Böhmen: die Orte Schönwald und Streckenwald.

### Böhmen

#### Schönwald
In der Gemeinde Schönwald wurden 26 Häuser schwer beschädigt oder zerstört.

### Gottleubatal
Bei den Bahnlinien von Pirna nach Gottleuba und Großcotta wurden sieben bzw. zwei Brücken vollständig zerstört. Zwischen Pirna und Gottleuba war erst wieder im September ein durchgehender Eisenbahnverkehr möglich. Im Gottleubatal wurden zehn Brücken der Talstraße und ihrer Anschlussstraßen stark beschädigt oder vollständig weggerissen. Die Stadt Berggießhübel wurde entlang der Gottleuba fast vollständig zerstört.

#### Oelsengrund
Im Oelsengrund wurde sehr viel Holz und Geröll angeschwemmt. Das Wasser hat 17 Zentner schwere Gesteinsbrocken weggespült. Die Köhler-Mühle (Friedrich Gotthard Köhler) verschwand vollständig, ebenso wie das Wirtschaftsgebäude der Meisel-Mühle. Die Scheune und das Seitengebäude der Paust-Mühle und der Clemens-Mühle wurden ebenfalls zerstört. Das Forsthaus Haselberg und das Hammergut wurde auch fast vollständig zerstört. Die Verbindungsstraße von der Bährmühle nach Gottleuba und die Brücke nach Hartmannsbach existieren nicht mehr. Zwei Einwohner starben.

#### Gottleuba
Die von der Bährmühle nach Bad Gottleuba führende Straße wurde völlig zerstört. Das Zimmermannsche Grundstück mit den dort befindlichen Futter- und Getreidevorräten wurde stark beschädigt, so dass es abgerissen werden musste. Im Stadtzentrum mussten die Einwohner mittels Leitern aus den oberen Stockwerken evakuiert werden, die Erdgeschosse zahlreicher Gebäude waren völlig verschlammt. Mehrere Gebäude stürzten bereits während des Hochwassers ein, andere wurden so stark beschädigt, dass sie im Nachgang abgetragen werden mussten. Dazu zählte auch das Gottleubaer Schulgebäude. Die Gottleubabrücken nach Helleberg und Giesenstein brachen unter der Wucht der Wassermassen zusammen. Insgesamt waren neun Todesopfer zu beklagen, darunter auch zwei Sommergäste. Die Gottleubaer Opfer der Katastrophe wurden am 12. Juli 1927 auf dem städtischen Friedhof beigesetzt.

#### Berggießhübel
Mit Donnern und Blitzen begann das Unwetter gegen 16:00 Uhr und dauerte ca. zehn Stunden an. Gegen 21:00 Uhr setzte ein starker Regen ein und gegen 22:00 Uhr standen die Ufermauern schon einen halben Meter unter Wasser. Oberhalb der Stadt staute sich das Wasser an der durch Treibholz verstopften Eisenbahnbrücke der Gottleubatalbahn bis auf sieben Meter Höhe. Gegen 23:30 Uhr durchbrach das Wasser dieses Hindernis und ergoss sich als zwei bis drei Meter hohe Flutwelle mit einer Abflussstärke von geschätzten 400 m³/s ohne Vorwarnung über die Stadt. Dabei hinterließ die Gottleuba im Zentrum der Stadt nur noch ein Trümmerfeld. 15 Häuser wurden sofort zerstört, weitere 22 mussten später abgebrochen werden, 23 Häuser waren stark beschädigt. Sämtliche Straßen und Brücken im Ort wurden vollständig zerstört. Eine Nahrungsknappheit zeichnete sich ab, da z. B. alle drei Fleischermeister den Tod fanden und die Lebensmittelgeschäfte und Bäckereien zerstört waren. Von den ca. 1.300 Einwohnern kamen 88, darunter 12 Kinder, ums Leben. Im Ortsteil Zwiesel wurden zwei Gebäude weggerissen und ein drittes so stark zerstört, dass es abgerissen werden musste. Hier waren sieben Tote zu beklagen.

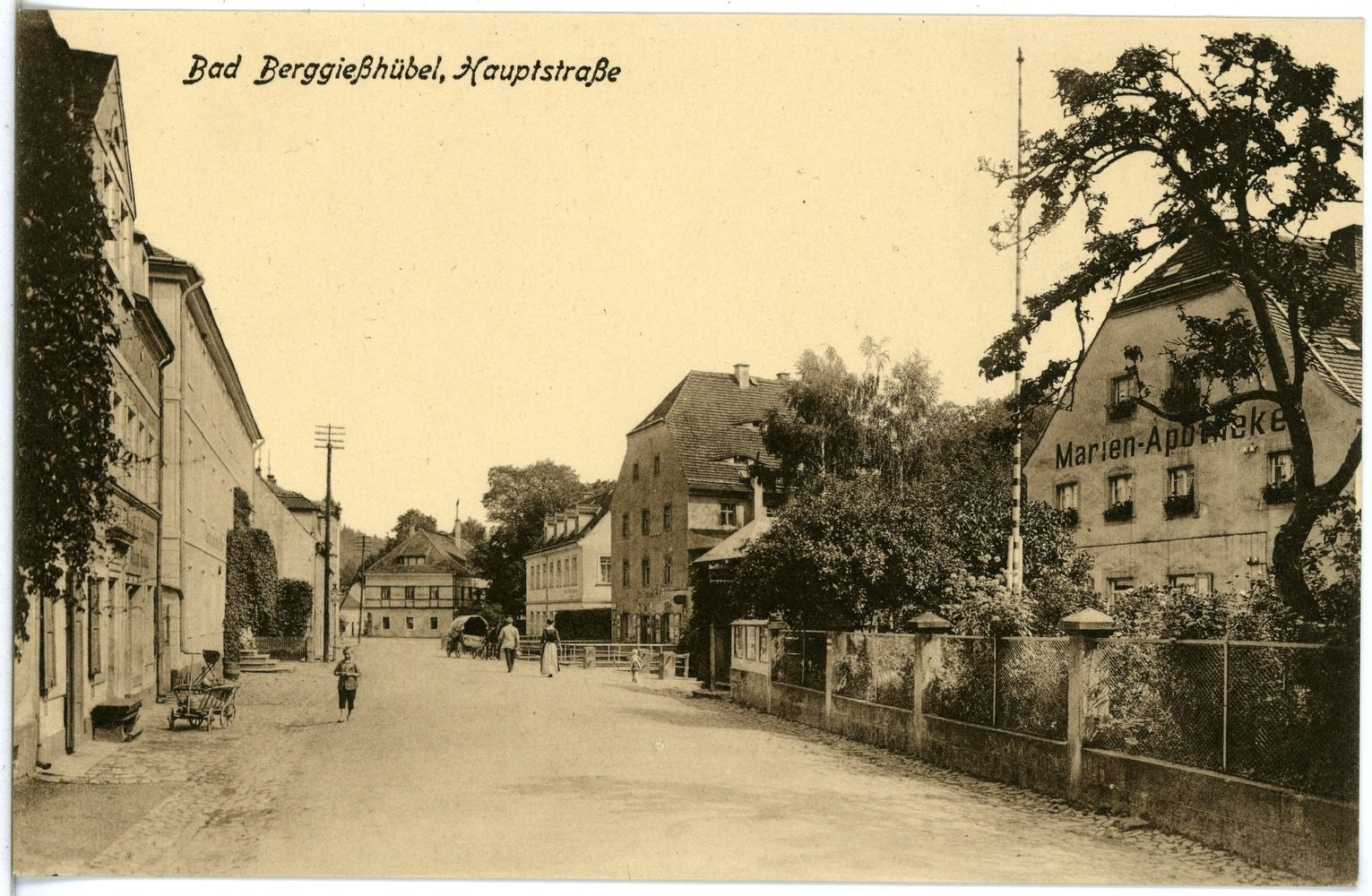
Die Hauptstraße vor dem Hochwasser (Aufnahme von 1915, Blick Richtung Norden), die rechts zu sehende Häuserzeile wurde von der Flut zerstört und nicht wieder aufgebaut, die linke Häuserzeile wurde ebenfalls zerstört
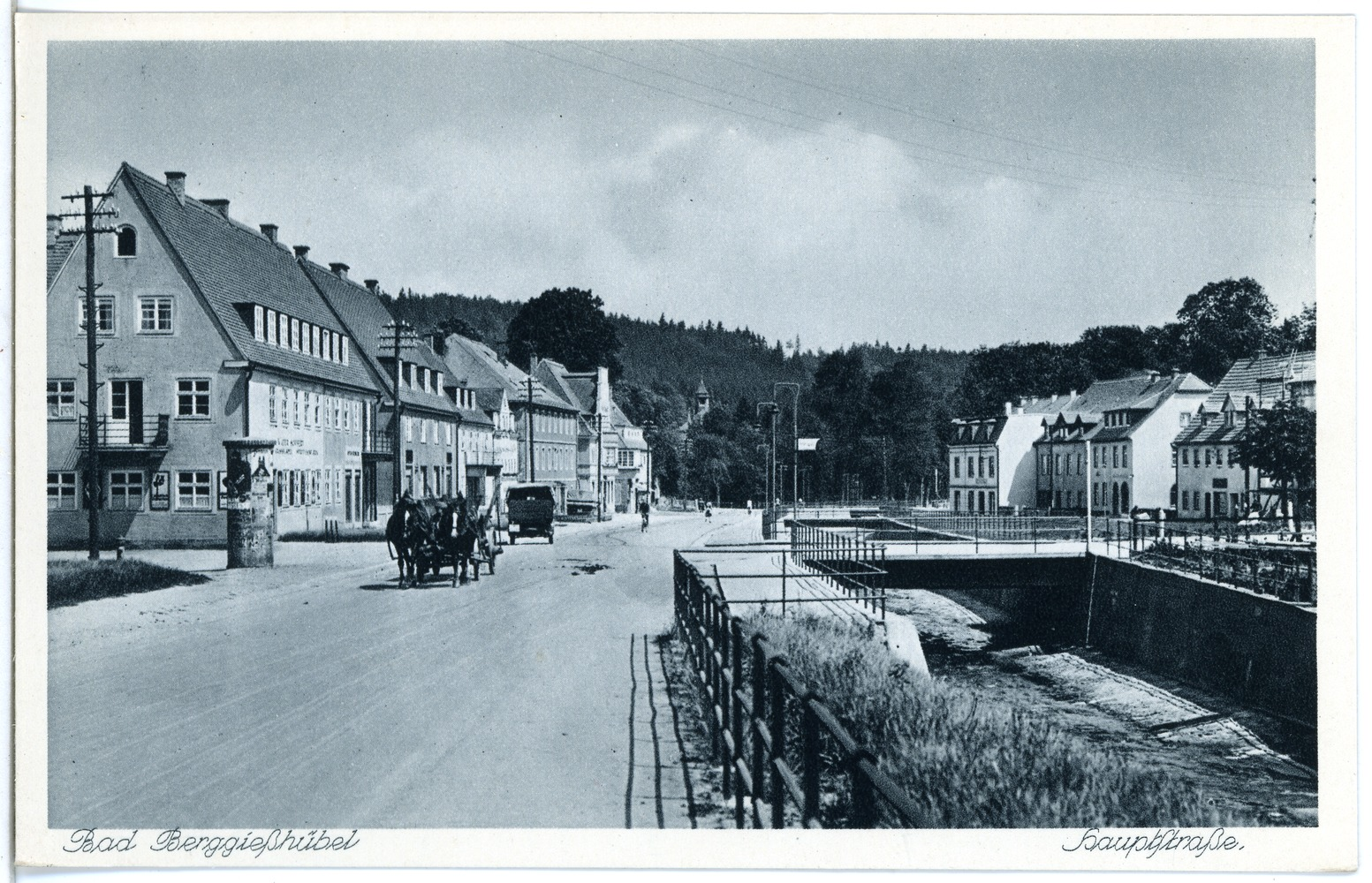
Die Hauptstraße nach dem Wiederaufbau (Aufnahme von 1929, Blick Richtung Norden), die Gottleuba fließt etwa dort, wo die zerstörte Häuserzeile stand, die Häuserzeile links wurde nach den Zerstörungen wieder aufgebaut
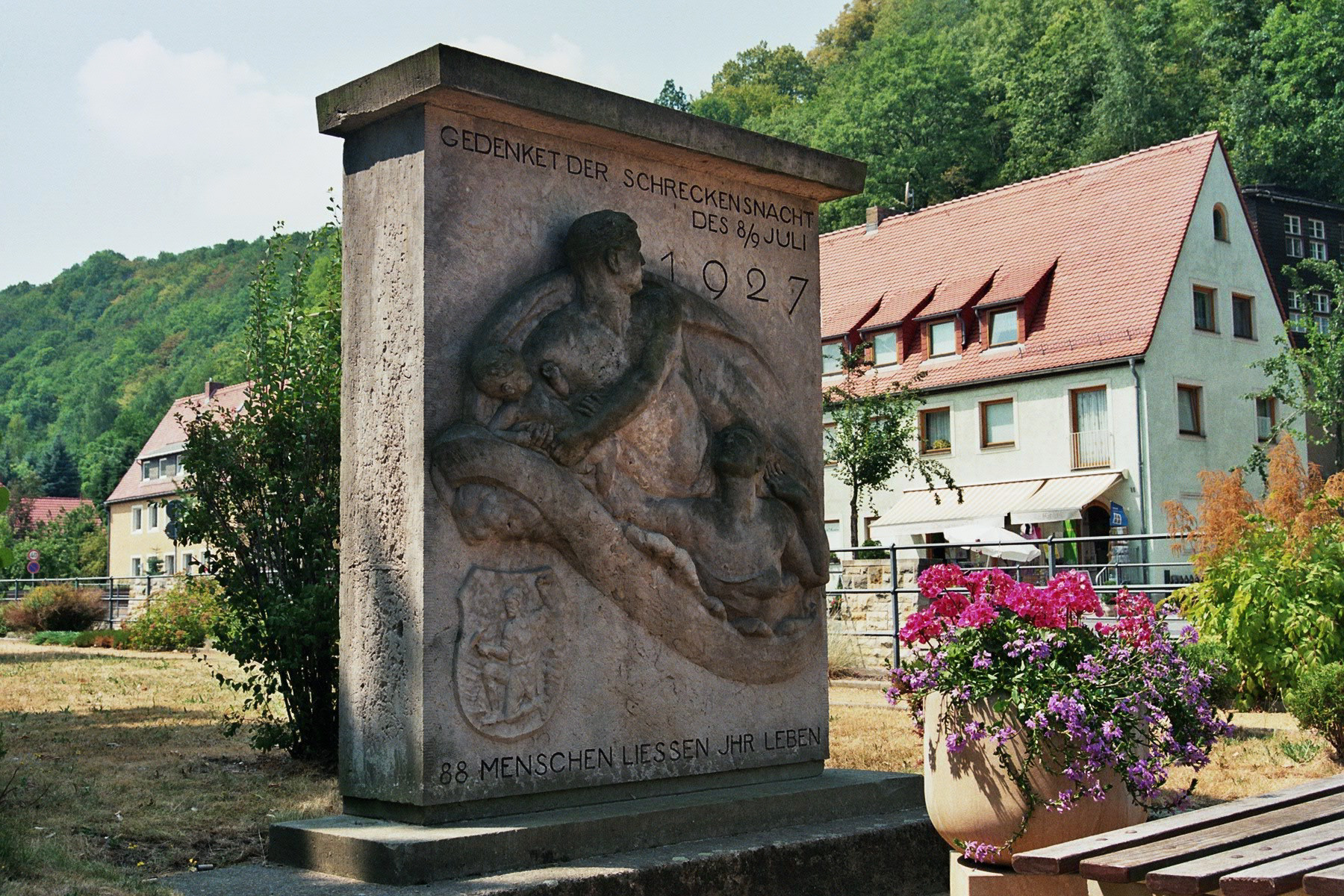
Gedenkstein für die Hochwasseropfer

#### Langenhennersdorf
Der Mühlgraben der Mühle Schmidt & Co ist zerstört. Beim Sägewerk Hering ist das Elektrizitätswerk und das Mühlenwohnhaus verschwunden. Eine Geröllhalde von vier Metern befand sich im Hof der Bährschen Mühle.

#### Pirna
Am 8. Juli gegen 20:45 Uhr wurde von Gottleuba aus Hochwasser gemeldet. Gegen 02:30 Uhr wurden die Einwohner mittels Sirenen der Feuerwehr und den Ausrufen „Hochwasser kommt“ aus dem Schlaf gerissen. Zwischen dem Carolabad und dem ehemaligen Rudervereinshaus wurde ein Loch von ca. fünfzehn Meter Breite und vier Meter Tiefe gerissen. Völlig überflutet wurden die (zum Teil ehemaligen) Straßen: Breite Straße (Dohnaische Vorstadt), Dohnaische Straße (Altstadt), Gartenstraße, Reichsstraße, Klosterstraße (Westvorstadt), Bahnhofsstraße, Grohmannstraße, Schmiedestraße, Lange Straße und die Rottwerndorfer Straße (Südvorstadt). Am ehemaligen Rittergut Rottwerndorf, welches zu der Zeit der Stadt gehörte, entstanden umfangreiche Schäden. Nach groben Schätzungen entstanden dort 25.000 Mark Materialschaden, 35.000 – 40.000 Mark Bauschaden und 15.000 – 20.000 Mark Ernteschaden.
Im Stadtteil Neundorf stieg das Hochwasser um eineinhalb Meter höher als im Jahre 1897. Die Flutwelle war zeitweise bis zu drei Meter hoch. Gegen 23:30 Uhr wurde die telefonische Verbindung nach Berggießhübel unterbrochen, ebenso verlosch auch das Licht. Bei der anschließenden Flut wurden mehrere Menschen getötet. Die ehemalige Schmiede und das dazugehörige Wohnhaus wurden weggerissen.  Einige Einwohner konnten sich an vorbeitreibenden Hölzern und Baumaterialien festhalten und entkamen so der Flut.

### Müglitztal

#### Müglitztalbahn
Die Bahnanlagen der in weiten Abschnitten unmittelbar neben der Müglitz verlaufenden Müglitztalbahn wurden im Abschnitt zwischen Lauenstein und Dohna weitgehend zerstört bzw. stark beschädigt. Den in Glashütte stehenden Abendzug riss die zweite Flutwelle über 300 Meter weit mit sich. Insgesamt vernichtete die Flut etwa 20 Kilometer Strecke, die restlichen Abschnitte waren durch Unterspülung, Verschlammung und die Ablagerung von Trümmern weitgehend nicht mehr befahrbar. Von den 28 zwischen Köttewitz und Lauenstein befindlichen Eisenbahnbrücken stürzten 24 ein. Damit fiel eine der Hauptverkehrsstrecken im Osterzgebirge für einen längeren Zeitraum aus. Für den Personenverkehr wurde Schienenersatzverkehr mit Bussen über Dippoldiswalde eingerichtet. Auch der Güterverkehr wurde (soweit das möglich und angesichts der zerstörten Gewerbestandorte noch nötig war) auf die Straße verlagert. Der Wiederaufbau der Strecke ähnelte aufgrund des finanziellen und materiellen Aufwandes mehr einem Neubau. Der erste Abschnitt zwischen Heidenau und Köttewitz konnte bereits am 26. Juli wieder in Betrieb genommen werden, die restlichen Abschnitte folgten schrittweise: 15. August: Lauenstein–Altenberg, 18. August: Köttewitz–Weesenstein, 3. Oktober: Weesenstein–Häselich, 13. Oktober: Häselich–Oberschlottwitz, 15. November: Oberschlottwitz–Glashütte. Erst am 1. Dezember war die Strecke wieder durchgängig befahrbar. Die Wiederinbetriebnahme der „Lebensader“ des Tales wurde in den Anliegergemeinden begeistert gefeiert. Gleichzeitig brachten die schweren Zerstörungen und die aufwendigen Wiederaufbaumaßnahmen den Anstoß für Überlegungen zum Umbau der schmalspurigen Strecke auf Normalspur ins Rollen. Ziel dieser Überlegungen war die Höherlegung der Trasse um bis zu 15 Meter zur Verringerung künftiger Hochwasserschäden.

#### Kratzhammer
Das am nördlichen Ortsende von Fürstenwalde gelegene Hammergut Kratzhammer gehörte zu den ersten von der Müglitzflut betroffenen Ansiedlungen. Die Wassermassen verwandelten das Tal in eine Geröllwüste und zerstörten zwei Häuser völlig. In einem der beiden Häuser starben dabei acht Menschen.

#### Lauenstein
In Lauenstein wütete die Flut ähnlich stark wie in Berggießhübel. Da sich das Zentrum der Stadt jedoch auf einer Terrasse oberhalb der Müglitz befindet und es in der Stadt keine geschlossenen Häuserreihen entlang des Flusses gab, waren die Flutschäden weit weniger dramatisch, als im benachbarten Gottleubatal. Allerdings wurden die im Tal befindlichen Bahnanlagen stark beschädigt. Dem Einsatz der beiden Lauensteiner Bahnbeamten war es zu verdanken, dass der Abendzug der Müglitztalbahn in Glashütte gestoppt werden konnte, was wahrscheinlich vielen weiteren Menschen das Leben rettete. Die beiden Beamten selbst starben aber in den Fluten.

#### Glashütte

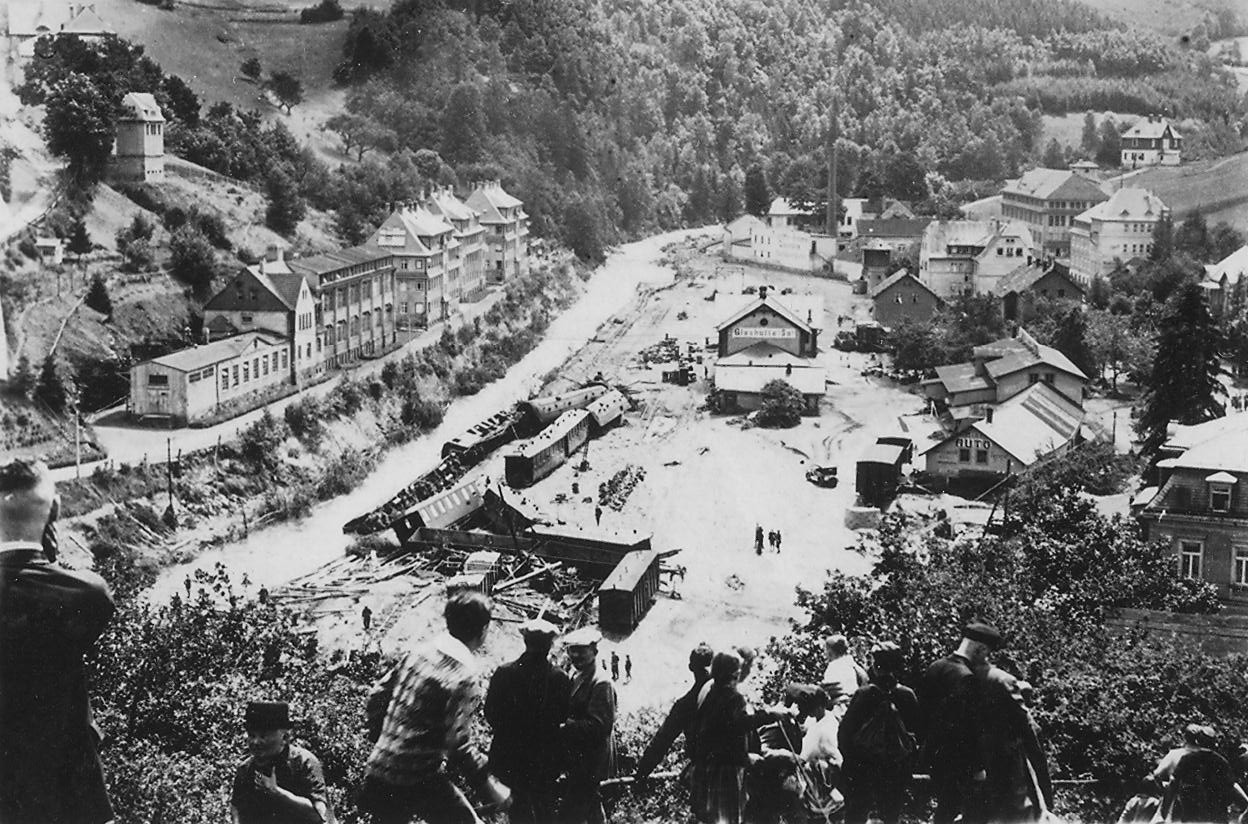
Glashütte: Verwüstungen nach dem Hochwasser

In der am Zusammenfluss von Prießnitz und Müglitz gelegenen Uhrmacherstadt Glashütte wurde gegen 19:30 Uhr Hochwasseralarm ausgelöst. Unmittelbar danach erreichte eine erste rasch in die Unterstadt eindringende Flutwelle den Ort. Diese verursachte  aber „nur“ Sachschäden. Wesentlich verheerender wirkte sich die zweite Flutwelle aus, welche die Stadt gegen 23:45 Uhr erreichte. Binnen weniger Minuten drang das Wasser erneut mit großer Gewalt in die Stadt ein. Die Müglitz, die große Mengen an Geschiebe und Treibgut mitführte, wuchs im unteren um den Bahnhof gelegenen Stadtteil in kürzester Zeit auf 100 Meter Breite und zwei Meter Höhe an. Einzelne Flutwellen sollen bis zu sechs Meter Höhe erreicht haben. Der im Bahnhof stehende Abendzug der Müglitztalbahn wurde von den Fluten völlig eingeschlossen, die Wagen teilweise 300 Meter weit weggespült. Zwei der weggeschwemmten Wagen zertrümmerten die 1545 erbaute Kurfürst-Moritz-Brücke über die Müglitz, die selbst das schwere Hochwasser vom 31. Juli 1897 überstanden hatte. Die in den Wagen eingeschlossenen Fahrgäste konnten gegen 2:30 Uhr von der Feuerwehr gerettet werden. Nach dem Abklingen der Flut war das Bahnhofsgelände etwa einen Meter hoch von Schlamm, Trümmern und Morast bedeckt. Die Stadt bezifferte die Flutschäden auf ca. 100.000 Reichsmark. Insgesamt kamen in Glashütte zwölf Menschen in den Wassermassen ums Leben.

#### Dohna
Viele Keller standen unter Wasser und ein Schuppen und Ställe wurden von der Flut weggerissen. Viele Brücken wurden stark beschädigt. Die Ploschwitzer Brücke, welche die Hauptleitungen der Wasser- und Gasleitung führte, wurde schwer beschädigt, so dass beide Leitungen barsten und die Strom- und Gasversorgung zum Erliegen kam. Hunderte Meter Holz wurden von der Köttewitzer Papierfabrik weggeschwemmt.

#### Heidenau
Sehr viele Wohn- und Wirtschaftsgebäude wurden in Mitleidenschaft gezogen. Schwer beschädigt wurde die Mühlenstraße. Die Brücke, welche an der Elbmündung die Müglitz überspannte, wurde vollständig weggerissen.

### Seidewitztal

#### Liebstadt
In das in einem schmalen Talkessel unterhalb von Schloss Kuckuckstein gelegene Liebstadt ergoss sich etwa um 23:30 Uhr eine Flutwelle der Seidewitz und ihrer Zuflüsse, welche die Stadt innerhalb von zwei Minuten komplett überflutete. Dabei dürften die Wassermassen etwa eineinhalb Meter hoch in den Straßen und Häusern gestanden haben, denn Augenzeugen berichteten, dass Einwohner bis an den Hals im Wasser stehend versuchten, ihr Hab und Gut in Sicherheit zu bringen. Zu diesem Zeitpunkt war Liebstadt bereits von der Stromversorgung abgeschnitten und lag in völliger Dunkelheit. Die mit umfangreichem Treibgut angereicherten Wassermassen gingen bereits nach Mitternacht zurück, beschädigten bzw. zerstörten innerhalb dieser kurzen Zeit aber die Straßen und Brücken der Stadt so schwer, dass der Ort vorerst von der Außenwelt abgeschnitten war. Mehrere Häuser wiesen durch eingestürzte Giebel und weggerissene Mauern starke Schäden auf, kleinere Nebengebäude (Schuppen, Lager), darunter auch Teile des Carlowitz’schen Rittergutes, wurden komplett weggespült. Ein Wohnhaus musste im Nachgang der Flut abgerissen werden. Die Niedermühle und die Mittelmühle wurden durch die Fluten stark verwüstet, das alte Sägewerk der Niedermühle wurde in der Folge abgebrochen. Insgesamt waren in Liebstadt etwa 100 Einwohner von Flutschäden betroffen. Im Gegensatz zu den Orten der benachbarten Täler waren in der Stadt aber keine Todesopfer zu beklagen, da die Seidewitz im Gegensatz zu Gottleuba und Müglitz im Stadtverlauf noch ein vergleichsweise kleiner Fluss ist und die Menschen aufgrund der Enge des Tales aus den Hinterausgängen ihrer Häuser schnell auf die Talhänge flüchten konnten.